# Villa Il Leccio
Villa Il Leccio si trova a Castelfiorentino (provincia di Firenze) in località San Pietro a Pisagnoli, sul colle Pesciola.
La villa, al pari di altre residenze suburbane nella zona, sorse nel 1901-1902 per Cesira Brandini Marcolini al posto di alcune case coloniche. Ispirata allo stile neoclassico, la villa è dotata di tre piani ed è affiancata da un torrino con copertura a piramide, ampi cornicioni e aperture che rivelano un utilizzo come osservatorio. La villa si trova infatti in posizione panoramica sopra l'abitato di Castelfiorentino.
Il pian terreno della villa è decorato dal bugnato, mentre il primo piano, delimitato da cornici marcapiano, è decorato da lesene croinzie, mentre il secondo piano segue l'ordine dorico. 
All'interno alcune sale sono decorate da pitture, soprattutto paesaggi. La villa è circondata da un giardino con palme, mentre nel tratto in discesa, verso l'abitato, si trova un parco all'inglese con vialetti decorati da statue. 